# Ingela Håkansson Lamm
Ingela Eva Elisabeth Håkansson Lamm, född 19 april 1944 i Växjö, är en svensk textil- och tapetformgivare.
Hon började studera vid Konstfack 1963 men efter ett år begärde hon ledigt för att under ett år studera vid Märthaskolan. Hon fortsatte därefter sina studier vid Konstfack. Hon blev yrkesmässigt verksam redan under sin studietid och tillverkade bland annat kläningar för Gul och blå i Stockholm. På Konstfack var hon särskilt intresserad av tekniken att trycka med silkscreenramar och det kom att återspeglas i hennes tidiga formspråk. Efter examen 1969 arbetade hon som fristående designer för flera olika uppdragsgivare. Hon var en av grundarna av 10-gruppen 1970 och kom för gruppens räkning att formge ett 60-tal olika mönster för tyger och tapeter. Som frilans har designat för Ikea, Duro och Borås Wäfveri. Separat ställde hon ut ett flertal gånger och förutom utställningar med 10-gruppen medverkade hon i ett stort antal samlingsutställningar. Hon utförde även ett flertal offentliga utsmyckningsuppdrag.